# Gardeniopsis longifolia
Gardeniopsis longifolia är en måreväxtart som beskrevs av Friedrich Anton Wilhelm Miquel. Gardeniopsis longifolia ingår i släktet Gardeniopsis och familjen måreväxter. Inga underarter finns listade i Catalogue of Life.